# Bjørn Otto Bragstad
Bjørn Otto Bragstad (Trondheim, 1971. január 5. –) norvég válogatott labdarúgó.
A norvég válogatott tagjaként részt vett a 2000-es Európa-bajnokságon.

## Sikerei, díjai
Rosenborg
- Norvég bajnok (10): 1990, 1992, 1993, 1994, 1995,  1997, 1998, 1999, 2000, 2001
- Norvég kupagyőztes (3): 1992, 1995, 1999